# El alcalde y la política
El alcalde y la política es una película cómica española dirigida por Luis María Delgado y estrenada en el año 1980 sobre el tema de las elecciones municipales.

## Sinopsis
Antes de la celebración de las elecciones municipales, la central de un partido político decide apoyar a un candidato de Somerruelos, un pueblo estratégico que es clave para la comunicación entre dos provincias. Ese hombre es el actual alcalde, Tomás Sierra (Alfredo Landa), un personaje respetado y temido por todos, que gobierna a su antojo, permitiendo la prostitución y el juego clandestino. Pero esta permisividad puede ser un problema para que el aparato del partido le apoye con toda su maquinaria. así que Tomás deberá tomar cartas en el asunto.

## Reparto
- Alfredo Landa
- Esperanza Roy
- Manolo Codeso Jr.
- Violeta Cela
- Ricardo Tundidor
- Adriano Domínguez
- José Cerro
- Guillermo Antón
- Mara Goyanes
- Carmen Martínez Sierra
- Luis Barbero
- José Riesgo
- Tito García
- Pepe Ruiz
- José Albiach
- José Morales
- Francisco Camoiras
- Damián Velasco
- Rafael Castejón
- Alejandro de Enciso
- Alfonso Castizo
- Lalo Esteban
- Manuel Ayuso
- Emilio Higuera
- Emilio Fornet
- Ángela Reyno
- Amelia Aparicio
- María Elena Flores
- Carmen Platero